# Classe Capo
La classe Capo è una serie di tre navi traghetto derivate dalla trasformazione, avvenuta nel 1988, di tre ro-ro merci. Le navi, originariamente costruite per il Lloyd Triestino, rimasero in servizio per Tirrenia dal 1988 ai primi anni 2000.

## Caratteristiche
Originariamente le tre navi (Apulia, Adria e Torre del Greco) erano dei ro-ro merci molto simili alle unità della classe Staffetta Mediterranea in servizio per Tirrenia.
Nel 1988 le navi furono acquistate proprio da Tirrenia insieme alla quasi gemella Julia; a differenza di quest'ultima, che rimase in servizio come tuttomerci, Apulia, Adria e Torre del Greco furono convertite presso i cantieri di Trieste e Genova in traghetti passeggeri, con il prolungamento delle sovrastrutture fino a poppa e la costruzione di una ciminiera posticcia sul lato di dritta. In questa nuova configurazione la stazza lorda delle navi, rinominate Capo Spartivento, Capo Carbonara e Capo Sandalo, passò a 17.961 tonnellate, mentre i passeggeri e le autovetture trasportabili erano rispettivamente 1.508 e 340.

## Unità della classe
| Nome             | Immagine | Varo                              | Cantiere costruzione | Completamento    | Cantiere trasformazione | Entrata in servizio per Tirrenia | Fine servizio per Tirrenia | Destino finale                                                |
| ---------------- | -------- | --------------------------------- | -------------------- | ---------------- | ----------------------- | -------------------------------- | -------------------------- | ------------------------------------------------------------- |
| Capo Spartivento |          | 18 luglio 1980 (Apulia)           | Genova Sestri        | 26 gennaio 1981  | Trieste                 | 1989                             | ottobre 1998               | Demolita nel 2009 con il nome Da Long                         |
| Capo Carbonara   |          | 30 luglio 1980 (Adria)            | Ancona               | 3 marzo 1981     | Genova                  | 1989                             | ottobre 1998               | Demolita nel 2004 in India con il nome di Naples              |
| Capo Sandalo     |          | 19 ottobre 1981 (Torre del Greco) | Ancona               | 27 febbraio 1982 | Napoli                  | 1989                             | ottobre 1998               | In servizio per China Shipping co. con il nome Chang Xing Dao |

## Servizio
Negli anni di servizio per il Lloyd triestino le unità furono impiegate per collegamenti tra Trieste e l'Africa orientale od occidentale. Dopo la trasformazione in traghetti passeggeri e l'entrata in servizio per Tirrenia le navi furono impiegate nei collegamenti per Sardegna e Sicilia, in particolare sulle rotte Genova - Porto Torres, Civitavecchia - Cagliari, Civitavecchia - Olbia e Napoli - Palermo.
Nell'ottobre 1998 tutte e tre le navi furono disarmate e messe in vendita. La Capo Sandalo fu la prima a trovare un acquirente, venendo comprata nel marzo 2000 dalla China Shipping e assumendo il nome di Chang Xing Dao. La Capo Spartivento fu invece venduta alla sudcoreana Dae Ryong Maritime Co. Ltd. nel settembre 2001, venendo rinominata Da Long. Nel giugno 2009 fu venduta per la demolizione. La Capo Carbonara, invece, rimase in disarmo fino al novembre 2003, quando fu venduta a demolitori indiani. Partì dall'Italia nei primi mesi del 2004 con il nome cambiato in Naples, arrivando ad Alang nel marzo dello stesso anno.

## Incidenti
Il 19 marzo 1981, nel viaggio inaugurale tra Trieste e Dar es Salaam, l'allora Adria si incagliò su una barriera corallina negli stretti di Tiran, venendo liberata pochi giorni più tardi.
Il 13 giugno 1994 la Capo Sandalo, partita in forte ritardo da Genova per un'avaria e diretta a Palermo, arrivò nel capoluogo siciliano solo dopo più di trenta ore di navigazione in seguito a una seconda avaria, causando le proteste dei passeggeri.

## Origine dei nomi
Dopo la trasformazione le tre navi assunsero i nomi di tre promontori della costa sarda, ovvero Capo Carbonara, Capo Spartivento e Capo Sandalo.